# Wygoda (gromada w powiecie ostródzkim)
Wygoda – dawna gromada, czyli najmniejsza jednostka podziału terytorialnego Polskiej Rzeczypospolitej Ludowej w latach 1954–1972.
Gromady, z gromadzkimi radami narodowymi (GRN) jako organami władzy najniższego stopnia na wsi, funkcjonowały od reformy reorganizującej administrację wiejską przeprowadzonej jesienią 1954 do momentu ich zniesienia z dniem 1 stycznia 1973, tym samym wypierając organizację gminną w latach 1954–1972.
Gromadę Wygoda z siedzibą GRN w Wygodzie utworzono – jako jedną z 8759 gromad na obszarze Polski – w powiecie ostródzkim w woj. olsztyńskim na mocy uchwały nr 22 WRN w Olsztynie z dnia 4 października 1954. W skład jednostki weszły obszary dotychczasowych gromad Glaznoty, Jagodziny i Wygoda oraz miejscowość Klonowo z dotychczasowej gromady Giętlewo ze zniesionej gminy Pietrzwałd w powiecie ostródzkim, a także obszary dotychczasowych gromad Czerlin i Lubstynek ze zniesionej gminy Prątnica w powiecie nowomiejskim w tymże województwie. Dla gromady ustalono 11 członków gromadzkiej rady narodowej.
Gromadę zniesiono 31 grudnia 1961, a jej obszar włączono do gromad Marwałd (wsie Czerlin, Jagodziny, Lubstynek, Wólka Klonowska i Wygoda, PGR Klonowo oraz kolonię Napromek) i Pietrzwałd (wieś Glaznoty) w tymże powiecie.